# Secondo Martinetto
Secondo Martinetto (San Francesco al Campo, 27 agosto 1894 – Cirié, 4 settembre 1968) è stato un ciclista su strada italiano.
Professionista negli anni 1920, non ottenne vittorie di rilievo ma solo alcuni piazzamenti. Nel 1924 concluse il Giro d'Italia al quarto posto, e fu primo degli isolati al Tour de France 1927. Fu ottavo nel Giro di Lombardia del 1926 e settimo alla Milano-Sanremo del 1928.

## Piazzamenti

### Grandi giri
- Giro d'Italia

1923: 13º
1924: 4º
- Tour de France

1926: ritirato (10ª tappa)
1927: 18º
1928: ritirato (20ª tappa)
1930: 62º

### Classiche
- Milano-Sanremo

1924: 27º
1926: 10º
1927: 24º
1928: 7º
- Giro di Lombardia

1923: 14º
1926: 8º
1927: 13º
1928: 25º